# Třída Plejad
Třída Plejad byla třída torpédových člunů švédského námořnictva. Celkem byl postaven jeden prototyp a 11 sériových jednotek. Všechny již byly vyřazeny ze služby.

## Stavba
V roce 1951 byla do služby zařazena prototypová jednotka Perseus (T101), která většinu své služby sloužila především k testování. Po jejích úspěšných zkouškách následovala jedenáctikusová série torpédových člunů třídy Plejad, postavených v letech 1954-1958 ve švédských loděnicích.
Jednotky třídy Plejad:
| Jméno            | Spuštěna | Vstup do služby | Status                   |
| ---------------- | -------- | --------------- | ------------------------ |
| Perseus (T101)   |          |                 | vyřazen 1. ledna 1967    |
| Plejad (T102)    |          |                 | vyřazen 1. července 1977 |
| Polaris (T103)   |          |                 | vyřazen 1. července 1977 |
| Pollux (T104)    |          |                 | vyřazen 1. července 1977 |
| Regulus (T105)   |          |                 | vyřazen 1. července 1977 |
| Rigel (T106)     |          |                 | vyřazen 1. července 1977 |
| Aldebaran (T107) |          |                 | vyřazen 1. července 1981 |
| Altair (T108)    |          |                 | vyřazen 1. července 1977 |
| Antares (T109)   |          |                 | vyřazen 1. července 1977 |
| Arcturus (T110)  |          |                 | vyřazen 1. července 1981 |
| Argo (T111)      |          |                 | vyřazen 1. července 1977 |
| Astrea (T112)    |          |                 | vyřazen 1. července 1981 |

## Konstrukce

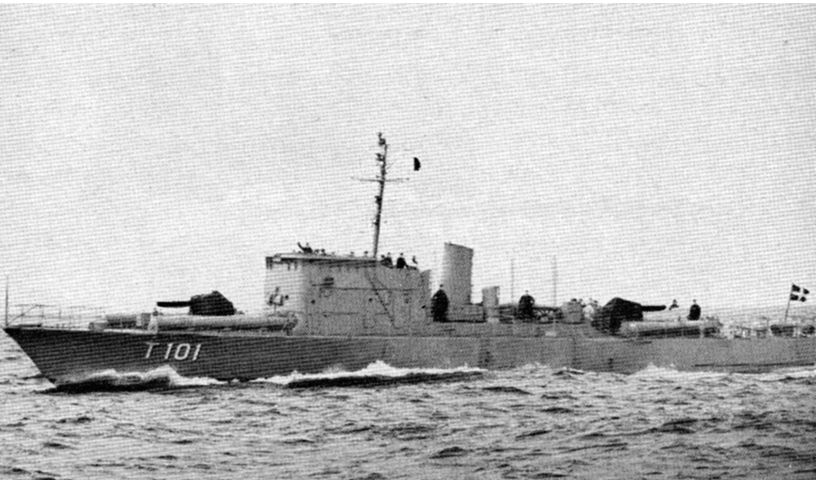
Perseus (T101)

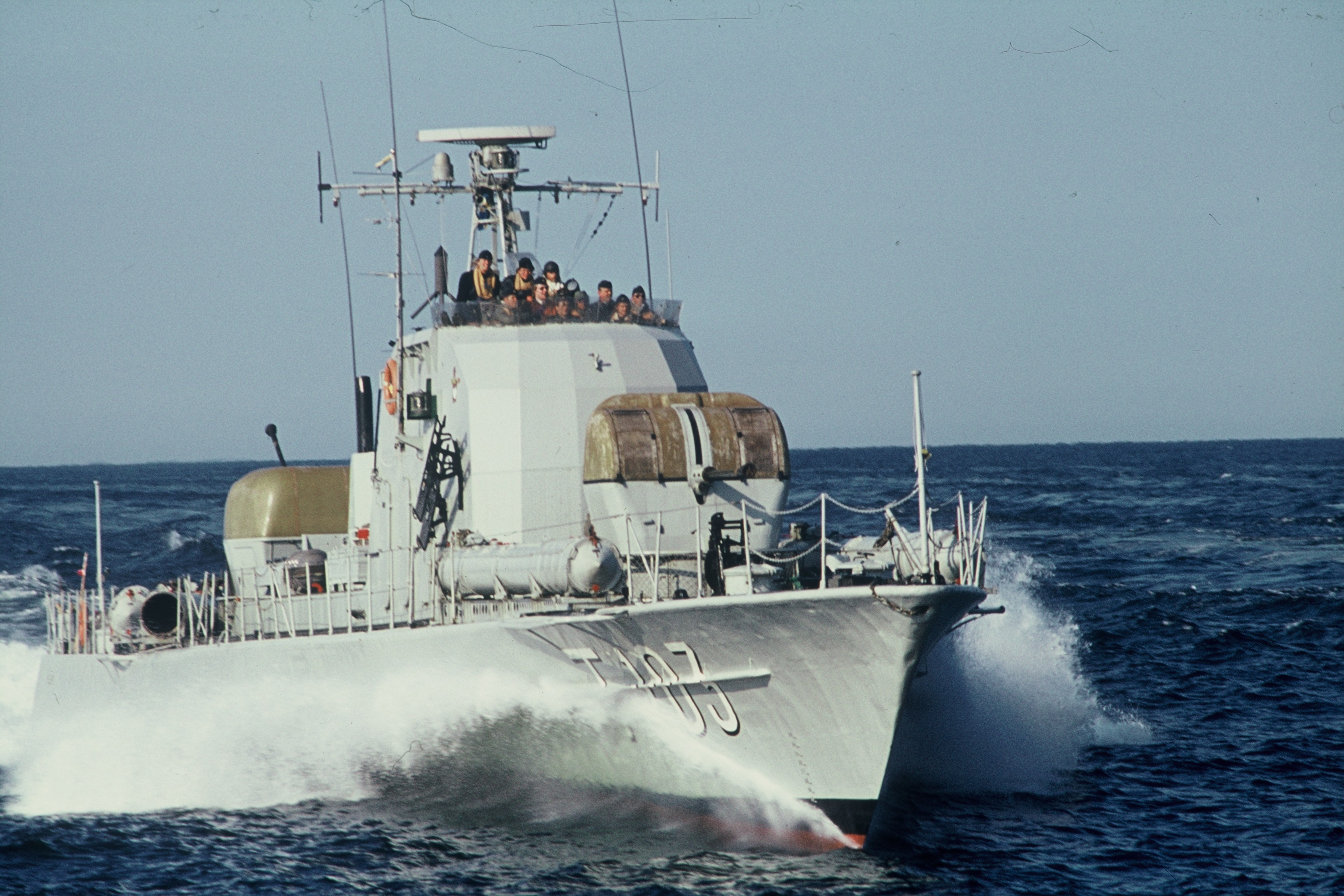
Polaris (T103)

### Perseus
Výzbroj torpédového člunu Perseus tvořily dva 40mm kanóny a čtyři 533mm torpédomety. Pohonný systém byl koncepce CODAG. Pro ekonomickou plavbu sloužily dva diesely o výkonu 4500 bhp, přičemž v bojové situaci byla zapojena ještě plynová turbína o výkonu 6000 shp. Nejvyšší rychlost doosahovala 37,5 uzlu.

### Plejad
Výzbroj plavidel třídy Plejad tvořily dva 40mm kanóny a šest 533mm torpédometů. V případě potřeby mohly být na místě torpédometů umístěny námořní miny. Pohonný systém tvořily tři diesely o celkovém výkonu 9000 bhp, pohánějící trojici lodních šroubů.